# 雄格姆 (紐約州)
雄格姆（英語：Shawangunk）是一個位於美國紐約州阿爾斯特縣的鎮。

## 人口
根據2020年美國人口普查的數據，雄格姆的面積為146.46平方千米，當中陸地面積為145.18平方千米，而水域面積為1.28平方千米。當地共有人口13563人，而人口密度為每平方千米93人。